# Lourenço (músico)
Lourenço Olegário dos Santos Filho (Recife, 17 de novembro de 1955 – Rio de Janeiro, 1 de outubro de 2017), ou simplesmente Lourenço, foi um cantor e compositor brasileiro.
Nos anos 90, vários grupos já gravaram suas composições como "Doidinha por Meu Samba", cantada por Molejo, "Armadilha", gravada por Exaltasamba, "Maré Mansa", interpretada pelo grupo Asa de Águia e "Mineirinho", de Só pra Contrariar. Mas o notório de Lourenço veio com o sucesso da música de sua autoria "Sorte Grande", cantada na voz da cantora Ivete Sangalo,  conhecida pelo seu refrão: "Poeira! Levantou Poeira!". Lourenço participou em shows de bandas musicais, entre eles: Copa Sete, Chanell, Brasil Show e Banda Devaneios. Em 1982, quando conheceu a cantora Alcione, ela o convidou para ser integrante da Banda do Sol, no qual permaneceu por dez anos.
O compositor também se destacou no carnaval, sendo autor de seis sambas da agremiação carioca Tradição, quatro deles de forma consecutiva no início dos anos 2000 ao lado de Adalto Magalha. Os mais famosos são "Passarinho, Passarola, Quero Ver Voar" (1994) e "Hoje é Domingo, É Alegria, Vamos Sorrir e Cantar!" que homenageou Silvio Santos em 2001. Lourenço também foi intérprete da Tradição em 2004, quando defendeu a reedição de "Contos de Areia", originalmente apresentado pela Portela em 1984.
Lourenço morreu em 1° de outubro de 2017 no Hospital Rio Mar, na Barra da Tijuca, Zona Oeste do Rio. O artista morreu de insuficiência cardíaca após sofrer de pneumonia e anemia.

## Obras
- Apego
- Coração Solitário (com Luiz Ayrão)
- Faltou Coragem (com Luiz Ayrão e Miguel)
- Fruto e Raiz (com Franco)
- Gafieira (com Adilson Victor)
- Gira Roda! Roda Gira! (com Jurandir, Jorge Makumbba, Marcos Glorioso, J. Nascimento e Lima)
- Liberdade! Sou Negro, Raça e Tradição (com Adalto Magalha)
- Machucou (com Marley e Marques)
- Mais Uma Vez (com Carlos Dafé)
- Mulher, Sempre Mulher (com Almir Guineto, Carlos Senna, Teteu e J. Laureano)
- Hoje é Domingo, É Alegria, Vamos Sorrir e Cantar (com Adalto Magalha)
- Os Encantos da Costa do Sol (com Adalto Magalha)
- Passarinho, Passarola, Quero Ver Voar! (com Jajá Maravilha, Aniceto, Tonho, Sandro Maneca, Jurandir da Tradição e Jorge Makumba)
- Sai da Minha Aba (Bicão) (com Alexandre Pires)
- Sorte Grande